# Cuarnens
Cuarnens är en ort och kommun i distriktet Morges i kantonen Vaud, Schweiz. Kommunen har 541 invånare (2023).